# Massaker von Granada
Das Massaker von Granada war ein Pogrom an Juden, das 1066 in Granada zur Zeit der Herrschaft der Ziriden im islamischen Herrschaftsgebiet von al-Andalus stattfand. Es gilt als erstes Pogrom auf europäischem Boden. Am 30. Dezember stürmte eine muslimische Menschenmenge den Königspalast, kreuzigte den jüdischen Wesir Joseph ibn Naghrela, Sohn von Schmuel ha-Nagid, und massakrierte den Großteil der jüdischen Bevölkerung der Stadt. Spätere muslimische Chronisten setzten die Opferzahlen in die Tausende, nach manchen Quellen sollen mehr als 1.500 jüdische Familien, rund 4.000 Personen, ermordet worden sein. Moderne Historiker halten diese Angaben für klar übertrieben.

## Bewertungen
Der Rabbi Abraham ibn Daud (1110–1180) schrieb in seinem Geschichtswerk Sefer ha-Kabbalah über Joseph, dass er hochmütig wurde bis zu seiner Vernichtung; die Adligen der Berber wurden zunehmend eifersüchtig, bis er schließlich ermordet wurde.
Dem britischen Orientalisten Bernard Lewis zufolge wird das Massaker „im Allgemeinen als Reaktion der muslimischen Bevölkerung gegen einen mächtigen und prahlerischen jüdischen Wesir gesehen“. Lewis schreibt:

„Besonders kennzeichnend ist in dieser Hinsicht ein altes antijüdisches Gedicht von Abu Ishaq, das 1066 in Granada geschrieben wurde. Dieses Gedicht, von dem angenommen wird, dass es beitrug, den antijüdischen Ausbruch in diesem Jahr zu provozieren, enthielt die Zeilen:
Betrachtet es nicht als einen Glaubensbruch, sie zu töten, der Glaubensbruch wäre, sie weitermachen zu lassen.

Sie haben unser Abkommen mit ihnen gebrochen, wie könnt ihr gegen die Übertreter schuldig sein?

Wie können sie sich auf einen Vertrag berufen, wenn wir im Schatten stehen und sie hervorragen?

Jetzt sind wir erniedrigt, stehen unter ihnen, als ob wir die Falschen wären und sie die Wahren!“

Lewis stellt die These auf, dass solche Reden und Gewaltausbrüche wie in Granada von 1066 in der islamischen Geschichte selten seien.
Der amerikanische Historiker Walter Laqueur charakterisiert das Ereignis als Pogrom: „Die Juden konnten in der Regel keine öffentlichen Ämter einnehmen (wie gewöhnlich gab es Ausnahmen), und es gab gelegentlich Pogrome, wie das von Granada 1066.“
Der spanische Harvard-Professor Darío Fernández-Morera weist darauf hin, dass dem Pogrom noch mehr Juden zum Opfer fielen als in den bekannten christlichen Pogromen im Rheinland zum Auftakt des Ersten Kreuzzuges dreißig Jahre später.
Der amerikanische Religionswissenschaftler Brian A. Catlos widerspricht dagegen den modernen Historikern, die schnell von einem Pogrom und einem Wendepunkt in den muslimisch-jüdischen Beziehungen sprächen, dies treffe sicher nicht zu. „Yusuf und alle, die als seine Verbündeten galten, unter ihnen in der Tat viele unschuldige Juden, wurden nicht wegen ihrer Religion, sondern wegen ihres Verrats getötet.“

## Auswirkungen
Die jüdische Gemeinde von Granada erholte sich in den folgenden Jahren, wurde aber 1090 unter den Almoraviden unter Yusuf ibn Taschfin erneut angegriffen. Dieses Ereignis wird von manchen als das Ende des sogenannten „goldenen Zeitalters des Judentums“ in Spanien angesehen.